# Ludwig Weber (Komponist)
Ludwig Karl Weber (* 13. Oktober 1891 in Nürnberg; † 30. Juni 1947 in Essen-Werden) war ein deutscher Komponist und Musikpädagoge.

## Leben und Werk
Über die musikalische Kindheit Ludwig Webers wissen wir nichts. Weber bildete sich musikalisch, abgesehen von Anregungen von Walter Courvoisier und Hermann Abendroth autodidaktisch aus. 
Während seiner Studienzeit am Lehrerseminar in Eichstätt, wo er bei Domkapellmeister Wilhelm Widmann Unterricht erhielt, zeigte sich seine musikalische Begabung bei seinem „virtuosen und seine Studiengenossen hinreißenden Spiel Richard Straußscher Partituren.“ Seine „sehr frühreife Begabung“ (von Heinrich Eckert als „universell“ und „spekulativ“ bezeichnet), führte zur „Beschäftigung mit Philosophie, mit Differential- und Integralrechnung“.
Nach Abschluss des Lehrerseminars wirkte er zunächst als Volksschullehrer in Nürnberg und dann ab 1925 als Dozent für Musiktheorie und Komposition an der Westfälischen Akademie für Bewegung, Sprache und Musik in Münster. 1927 wechselte er in gleicher Stellung an die Folkwangschule für Musik, Tanz und Sprechen in Essen und unterrichtete dort bis zu seinem Tod 1947. Zum 1. Juni 1940 war er der NSDAP beigetreten.
Webers Schaffen stand zunächst auch der Jugendmusikbewegung (Fritz Jödes) nahe. In seinen Kompositionen fand Weber „einen eigenen Stil, der sich an der Avantgarde seiner Zeit jenseits der Zwölftonmusik orientiert.“ Er schrieb die Oper Midas (unvollendet) und das szenische Werk Totentanz (unvollendet), das Bühnenspiel Christgeburt (Nürnberg 1924, sein meistaufgeführtes Werk), die Symphonie in h moll, entstanden dem Gedächtnis meines im Kriege gefallenen Freundes (1915); Der Natur (1934) für Chor und Orchester, die Streichquartette I (1913) und II (1921), auch chorisch als: Musik für Streicher, ein Bläserquintett (1923), Musik für Orgel und Blechbläser (1928), Tonsätze für Klavier (1929; daraus Feierlich für großes Orchester, 1936), zwei Geistliche Gesänge für Frauenchor und Streichquartett (1929), Lieder für Frauenstimmen und Streichquartett (1921), Jesus und Maria für Singstimme und Streichquartett (1934), Du und Ich für Singstimme und sieben Holzbläser (instrumentiert von Anton Hardörfer, 1947), Hymnen zum gemeinschaftlichen Singen und Spielen (1924 – 1927), Zehn Chorgemeinschaften für gemischten Chor und Instrumente (1931–1946) sowie Musik nach Volksliedern.
1947 wurde in Essen eine „Ludwig-Weber-Gesellschaft“ mit mehr als 200 Mitgliedern gegründet, deren Vorsitzender in den ersten Jahren Anton Hardörfer war. Ziel dieser Gesellschaft war eine umfassende Darstellung und Würdigung des Werkes von Ludwig Weber. Ausführliche Werkverzeichnisse Ludwig Webers befinden sich im Ludwig Weber Jahrbuch 1950 und in der Dissertation von Georg Berkemeier Der Komponist Ludwig Weber. 

### Musikpädagogische Schriften (Auswahl)
- Das ABC der Musiklehre. Einführung in die Welt der Noten. Mit 128 Notenbeispielen und 19 Übungsaufgaben mit Lösungsteil. 8. Auflage 1989. Frankfurt: Zimmermann 1989
- Das ABC der Harmonielehre. Eine Einführung in die Welt des musikalischen Satzes. […] 1. Auflage. Frankfurt: Zimmermann 1989
- „Manuskript zu einer Satzlehre: Melodielehre, Harmonielehre. Kontrapunkt“[6]
- Sein und Tun. Aufsatz in der „Musikantengilde“ 1929[7]

### Musiklexika
- Weber, Ludwig. In: Wilibald Gurlitt (Hrsg.): Riemann Musiklexikon. 12., völlig neubearbeitete Auflage. Personenteil: L–Z. Schott, Mainz 1961, S. 898 (Textarchiv – Internet Archive).
- Weber, Ludwig. In: Carl Dahlhaus (Hrsg.): Riemann Musiklexikon. 12., völlig neubearbeitete Auflage. Personenteil: L–Z, Ergänzungsband. Schott, Mainz 1975, S. 885.
- Weber, Ludwig. In: Paul Frank, Wilhelm Altmann: Kurzgefaßtes Tonkünstlerlexikon. 14. Auflage. Gustav Bosse Verlag, Regensburg 1936, S. 672.
- Ludwig Weber im Bayerischen Musiker-Lexikon Online (BMLO)